# Iglesia de San Leobino (Blois)
La antigua iglesia de San Leobino era una de las principales iglesias de la ciudad medieval de Blois, en la Francia continental. Fundada a principios de la Edad Media, existió durante unos cinco siglos hasta el año 1114, cuando fue destruida por un incendio, sin ser reconstruida nunca.

## Historia
Ya que desapareció a principios del siglo XII y con pocos textos que la mencionan, es difícil establecer la cronología exacta de la iglesia. Sin embargo, es seguro que San Leobino formaba parte de los santuarios cristianos creados en la época merovingia, entre los siglos VI y VII, junto con los de San Pedro, San Honorato, Santa María y San Martín.En ese momento, la capilla de San Leobino era el principal lugar de culto para los habitantes de la ciudad de Blois,que entonces se extendía solo en la orilla derecha del río Loira. Se dice que una modesta iglesia fue erigida entre los siglos VII y VIII.
En el año 924, el vizconde Teobaldo el Anciano solicitó el traslado de los monjes benedictinos (establecidos en la capilla de San Carilefo desde 866)fuera de los muros del castillo, y así el rey Raúl les concedió la iglesia de San Leobino,entonces en la base de la mota del castillo, así como el barrio de Foix circundante.
Sin embargo, la iglesia de San Leobino fue arrasada por un incendio casi dos siglos más tarde, en el 1114.Se construyó un nuevo establecimiento religioso en su lugar, la abacial de San Lomer,donde se trasladaron las reliquias de San Leobino, aunque su advocación desapareció de la ciudad de Blois.
Aunque ya no está cerca de la antigua iglesia de San Pedro del Foix, también desaparecida, la calle de San Leobino (rue Saint-Lubin en francés) es hoy el mayor recuerdo de esta iglesia de la cual no se ha conservado ningún vestigio material.

## Ubicación
Según las investigaciones de los blesianos Frédéric Lesueur y luego Annie Cosperec, parece ser que la iglesia de San Leobino existió en el lugar de la actual iglesia de San Nicolás del Foix.